# 10656 Альбрехт
10656 Альбрехт (2213 T-1, 1990 SZ25, 3011 T-2, 10656 Albrecht) — астероїд головного поясу.
Тіссеранів параметр щодо Юпітера — 3,178.